# 29203 Schnitger
29203 Schnitger (1991 GS10) là một tiểu hành tinh vành đai chính được phát hiện ngày 9 tháng 4 năm 1991 bởi F. Borngen ở Tautenburg.